# 臺灣與日本關係史
台灣與日本關係史，或台日關係史，在臺灣歷史與日本歷史呈現了不同的交互面向。根據信史記載，雙方自16世紀即有相互來往，并建構了各式各样的外交关系。台日關係史可粗略分为三个阶段：1895年前台湾与日本的关系、1895至1945年臺灣作為日本屬地（外地）與日本内地之间的关系、1945年後中華民國統治臺灣下的關係。

## 1683年以前
日本从室町時代（1336年至1573年）開始，以高砂、高砂國、高山國稱呼台灣。進入安土桃山時代（1568年至1603年）以後，开始寻求官方往来。日本後陽成天皇文祿2年（1593年），豐臣秀吉派遣使者原田孫七郎諭令高山國納貢，但是因使者找不到可以傳遞文書給高山國的人而無功而返。
日本進入江戶時代（1603年至1867年）以後，日台开始有官方往来。日本慶長14年（1609年），德川家康任命有馬晴信曉諭台湾原住民納貢，原住民不予理睬。元和2年（1616年），德川家康任命長崎代官村山等安征服台灣，等安以次子村山秋安率領2、3千人征台，但因遭遇風災無功而返。寬永5年（1628年），荷兰驻台灣的荷蘭東印度公司與日本商人因貿易糾紛而發生「濱田彌兵衛事件」。寬永15年（1638年），日本鎖國，荷蘭商館遷移到出島。寬文二年(1662年)，鄭成功舉兵推翻荷蘭東印度公司，建立明鄭政權，結束荷蘭人在台湾的統治。鄭成功死後，由於清朝對鄭氏（東寧）勢力进行封鎖，鄭經加强與日本的经贸往來。當時明鄭對日本主要輸出品為稻米、鹿皮、蔗糖及來自中國大陆的絲織品，从日本进口銀、銅、鉛、盔甲、棉布、瓷器等。為了加強雙邊的貿易關係，鄭經允許日本商人住在基隆，台日雙方的貿易量在1665年到1672年達到高峰。明鄭貨幣永历通宝更是委托日本铸造，也因為通商頻繁，明鄭亦允許當時日本的貨幣寬永通寶於境內流通。

## 清朝统治时期
1683年，清廷派遣施琅率軍攻台，結束明鄭時期統治，大清將台灣納入版圖。之後再度行渡台禁令限制漢人抵台，渡台者須向官府申報等；而同時期日本幕府亦厲行鎖國政策，雙方的往來遂中斷長達近兩百年。1871年，琉球國船隊在臺灣東南部遇害，是為「八瑤灣事件」。1874年，大日本帝國因八瑤灣事件出兵攻打台灣南部原住民部落的軍事行動，是為「牡丹社事件」。日本方面則稱為“台湾出兵”或是“征台之役”。

## 日本統治時期
1895年4月17日，清日甲午戰爭結束，李鴻章和伊藤博文在日本馬關（今下關市）簽署《馬關條約》，台灣及澎湖被割讓給日本。1895年5月23日，唐景崧發表《臺灣民主國自主宣言》以拒日本。1895年5月26日，臺灣民主國國會議長林維源棄職逃亡福建廈門。1895年5月29日，日軍登陸澳底。1895年6月4日，臺灣民主國總統唐景崧未戰陣前棄職逃亡中國廈門。1895年6月14日，日軍轉進台北，雖有辜顯榮協助指引進城，但遭到人民頑抗，戰事之發展對於具有武力優勢及擁有正規軍之日軍而言則出乎意料之外。此後，臺灣成為日本「外地」（屬地）長達50年，至日治時代終結為止。

## 中華民國統治時期
第二次世界大戰後的1945年，駐臺日軍按照《一般命令第一號》規定向同盟國中國戰區最高統帥蔣中正投降，國民政府後派員接收臺灣。1949年12月中華民國政府遷台後，台日關係史重從此與中華民國—日本關係史重疊。